# Kas Product
I Kas Product sono stati un gruppo musicale new wave francese, formatosi a Nancy nel 1980.

## Storia
Il gruppo si costituisce a Nancy nel gennaio 1980. Dopo il rilascio di Mind e dell'EP Play Loud, la band ha collaborato con i Marquis de Sade nel 1981, facendosi così notare dalla EMI, con cui firmano un contratto.
A febbraio 1982 esce Try Out, un 33 giri fatta di musica punk, elettronica e spunti di new wave. Con questo album iniziano il loro primo tour internazionale.
Nel 1983 ha pubblicato un secondo album, By Pass e nel 1986 Ego Eye. Il gruppo si scioglie nel 1990.
In occasione della riedizione in CD dei primi due album editi DSA (Les Disques du Soleil et de l'Acier) nel 2005, il gruppo si riforma per un concerto del 2 luglio di quell'anno al festival Eurockéennes di Belfort.
Nel 2008, Mona Soyoc lavora al titolo Money (That's What I Want), cantato in origine da Barrett Strong nel 1959 e ripetuto molte volte, pubblicato nell'album Team Up del gruppo Variety Lab di Nancy.
Il 1 febbraio 2019 è stata annunciata la morte di Spatsz (tastierista e co-fondatore del gruppo), all'età di 61 anni.

## Formazione
- Mona Soyoc - voce e chitarra
- Spatsz - strumenti elettronici

## Discografia
- 1982 – Try Out (DSA)
- 1983 – By Pass (DSA)
- 1986 – Ego Eye (Disc'AZ)[1]
- 1990 – Black & Noir